# Никола Йорданов
Никола Йорданов (23 октомври 1938 г. – 31 юли 1991 г.) е български футболист, нападател. Клубна легенда на Дунав (Русе). Голмайстор на А група през сезон 1961/62 с 23 попадения.

## Състезателна кариера
Родом от с. Тръстеник, Плевенско, Йорданов започва кариерата си в Спартак (Плевен). За клуба изиграва 15 мача и бележи 9 гола в А група.
През февруари 1960 г. Йорданов преминава в Дунав (Русе). За клуба изиграва общо 283 мача и бележи 154 гола – 249 мача със 132 гола в А група, както и 34 мача с 22 гола в Б група. Голмайстор №1 в историята на Дунав в елитното първенство. Прекратява кариерата си през лятото на 1972 г.
Има 3 мача за А националния отбор (1962–1965). 1 мач с 2 гола за Б националния отбор. 11 мача с 1 гол за Младежки национален отбор

## Треньорска кариера
От есента на 1972 година е треньор на Дунав заедно с Любо Малинов- Работи в детско-юношеската школа на клуба. Начело на Дунав през 1978-79 година, когато отборът завършва на трето място в Северната Б РФГ.
От 2011 г. се провежда международен юношески турнир на името на голямата футболна легенда – Купа „Никола Йорданов“.

## Успехи
- Шампионат на България: Бронзов медалист 1958 г. със Спартак (Пл)
- Купата на Съветската армия: Финалист 1962 г. с Дунав срещу Ботев (Пд) – 3:0

### Индивидуални награди и отличия
- Голмайстор на А група през 1961/62 с 23 гола за Дунав.
- Майстор на спорта 1965.
- Голмайстор на Б група през 1967/67 с 22 гола за Дунав.
- Рекордьор за отбора на Дунав по брой на отбелязани голове, вкарал е общо 147 гола (15 гола в Б група).
- Футболист №1 на Русе за 20 век, според анкетата на вестник „Утро“.